# Железничка линија Јошин
Железничка линија Јошин (上信線 Jōshin-sen) је јапански железничка линија у префектури Гумна, између станице Такасаки у Такасакиу и станице Шимонита у Шимониту, којом управља приватни железнички оператер Електрична железница Јошин (上信電鉄 Јошин Дентецу). Ово је једина линија којом управља ова компанија, поред неколико аутобуских линија. Првом део линије отворен је 1897. године.

## Возни парк
- 150 серија 2-кар EMU x3 (бивша Железница Сеибу EMUи)
- 500 серија 2-кар EMU x2 (бивша Железница Сеибу EMUи)
- 1000 серије EMUи
- 6000 серије EMUи
- 7000 серије 2-кар EMU x1 (изграђен децембар 2013)[2]
- Класа DeKi 1 електрична локомотива DeKi 1 и 3 (изграђено са Сименсом)
- Класа ED31 електрична локомотива ED31 6 (бивши JNR класа ED31)

1000 и 6000 серије EMUи купљене нове са необичним местом за возача, седиште са десне стране окренута у правацу кретања.
- A 150 серије EMU, новембар 2009
- A 500 серије EMU, новембар 2009
- A 1000 серије EMU, новембар 2009
- A 6000 серије EMU, октобар 1989
- A 7000 серије EMU, децембар 2013
- Електрична локомотива DeKi 1 и 3, октобар 2007
- електрична локомотива ED31 6, новембар 2009

## Историја
Линија је отворен 10. маја 1897. године, са ширином колосека 762 мм, са парном вучом од станице Такасаки до Фукушиме (данашња станица Јошу-Фукушима), оператера Железница Козуке (上野鉄道 Козуке Тецудо). Читава линија до станице Шимонита је отворена 25. септембра исте године. Линија је планирано да се продужи јужно од Шимонита и да се повеже са железничком линијом Саку (данашња Железничка линија Коуми) до станице Хагурошита, а поседује је компанија која у складу са тим преименована у Електрична железница Јошин (上信電鉄 Јошин Денки Тецудо) од 25. августа 1921. године. Линија на крају никада није продужена, али је пруга проширена на 1067 мм и електрифицирана ваздушним водом 1,500 V DC.
Теретни саобраћај на линији је прекинут од 1. октобра 1994. године.

## Станице
| Станица                 | Јапански         | Растојање (км) | Растојање (км) | Трансфер | Локација                   |
| Станица                 | Јапански         | Између станица | Укупно         | Трансфер | Локација                   |
| ----------------------- | ---------------- | -------------- | -------------- | --- | -------------------------- |
| Такасаки                | 高崎駅           | -              | 0.0            | Брзи воз Јоецу Брзи воз Хокурику Линија Такасаки Линија Шонан-Шинџуку Линија Уено-Токио Линија Јоецу Линија Агацума Линија Рјомо и Главна линија Шин'ецу | Такасаки, Префектура Гунма |
| Минами-Такасаки         | 南高崎駅         | 0.9            | 0.9            | | Такасаки, Префектура Гунма |
| Саноноваташи            | 佐野のわたし駅   | 1.3            | 2.2            | | Такасаки, Префектура Гунма |
| Негоја                  | 根小屋駅         | 1.5            | 3.7            | | Такасаки, Префектура Гунма |
| Такасаки-шока-Дагакумае | 高崎商科大学前駅 | 1.3            | 5.0            | | Такасаки, Префектура Гунма |
| Јамана                  | 山名駅           | 1.1            | 6.1            | | Такасаки, Префектура Гунма |
| Ниши-Јамана             | 西山名駅         | 0.9            | 7.0            | | Такасаки, Префектура Гунма |
| Манива                  | 馬庭駅           | 2.4            | 9.4            | | Такасаки, Префектура Гунма |
| Јоши                    | 吉井駅           | 2.3            | 11.7           | | Такасаки, Префектура Гунма |
| Ниши-Јоши               | 西吉井駅         | 1.7            | 13.4           | | Такасаки, Префектура Гунма |
| Јошу-Нија               | 上州新屋駅       | 1.2            | 14.6           | | Канра, Префектура Гунма    |
| Јошу-Фукушима           | 上州福島駅       | 2.0            | 16.6           | | Канра, Префектура Гунма    |
| Хигаши-Томиока          | 東富岡駅         | 2.7            | 19.3           | | Томиока, Префектура Гунма  |
| Јошу-Томиока            | 上州富岡駅       | 0.9            | 20.2           | | Томиока, Префектура Гунма  |
| Ниши-Томиока            | 西富岡駅         | 0.8            | 21.0           | | Томиока, Префектура Гунма  |
| Јошу-Нанокаичи          | 上州七日市駅     | 0.8            | 21.8           | | Томиока, Префектура Гунма  |
| Јошу-Ичиномија          | 上州一ノ宮駅     | 1.3            | 23.1           | | Томиока, Префектура Гунма  |
| Канохара                | 神農原駅         | 2.3            | 25.4           | | Томиока, Префектура Гунма  |
| Нанџај                  | 南蛇井駅         | 2.8            | 28.2           | | Томиока, Префектура Гунма  |
| Сендаира                | 千平駅           | 1.7            | 29.9           | | Томиока, Префектура Гунма  |
| Шимонита                | 下仁田駅         | 2.7            | 33.7           | | Шимонита, Префектура Гунма |